# Lionel Lingelser
Lionel Lingelser, es un actor y comediante francés.

## Biografía
Se graduó del "Le Conservatoire National Supérieur d'Art Dramatique, CNSAD" de París.

## Carrera
En el 2016 se unió al elenco recurrente de la segunda temporada de la exitosa serie Outlander donde interpretó al Rey Louis XV de Francia.

## Filmografía

### Series de televisión
| Año  | Título                  | Personaje               | Notas                              |
| ---- | ----------------------- | ----------------------- | ---------------------------------- |
| 2016 | Outlander               | Rey Louis XV de Francia | 3 episodios                        |
| 2008 | Camping paradis         | Vincent                 | episodio "Lorsque l'enfant paraît" |
| 2007 | Joséphine, ange gardien | Odon                    | episodio "Le secret des Templiers" |

### Películas
| Año  | Título                               | Personaje                  | Notas                                                                                    |
| ---- | ------------------------------------ | -------------------------- | ---------------------------------------------------------------------------------------- |
| 2016 | Big House                            | Marc                       | junto a Gérard Depardieu, Lara Wolf, Amir Levy, Theodore Bouloukos y Micah Fitzgerald    |
| 2014 | Marie madeleine                      | Baptiste                   | corto - junto a Gabrielle Lazure                                                         |
| 2014 | Un conte de la Goutte d'Or           | Léon                       | corto - junto a Nina Meurisse, Claire Tran, Clovis Fouin y Baptiste Bouquin              |
| 2012 | Bye Bye maman                        | Joven                      | corto - junto a Audrey Bastien, Philippe Cariou, Gabriel Dufay y Samuel Labarthe         |
| 2011 | Bernard au hasard                    | Bernard                    | corto - junto a Caroline Ducey, Virgile Lopes-Benites, Soria Moufakkir y Nicolas Besnard |
| 2008 | Musée haut, musée bas                | Jean                       | junto a Michel Blanc, Simon Abkarian, Victoria Abril, Pierre Arditi y Alfredo Arias      |
| 2008 | Désobéir (Aristides de Sousa Mendes) | Pedro Nuno de Sousa Mendes | junto a Bernard Le Coq, Nanou Garcia, Roger Souza y Frédéric Quiring                     |
| 2008 | 15 ans et demi ...                   | Vincent                    | junto a Daniel Auteuil, Juliette Lamboley, Lionel Abelanski y François Berléand          |

### Teatro
| Año  | Obra                 | Personaje | Notas |
| ---- | -------------------- | --------- | ----- |
| 2010 | Fourberies de Scapin | -         | -     |
| 2009 | Oh Boy!              | -         | -     |